# Arrondissement de Grande-Rivière-du-Nord
Pour les articles homonymes, voir Grande Rivière.
L’arrondissement de Grande-Rivière-du-Nord est un arrondissement d'Haïti, subdivision du département du Nord. Il a été créé autour de la ville de Grande-Rivière-du-Nord  qui est aujourd'hui son chef-lieu. Il était peuplé par 58 759 habitants en 2009.
L’Arrondissement ne compte que deux communes :
- Grande-Rivière-du-Nord
- Bahon